# مطار دوسلدورف الدولي
مطار دوسلدورف الدولي (بالألمانية: Flughafen Düsseldorf International) (إياتا:  DUS ، إيكاو:  EDDL) مطار دولي في مدينة دوسلدورف يعد كبرى مطارات ولاية شمال الراين - وستفاليا والثالث بين كبرى مطارات ألمانيا.افتتح سنة 1927 وتبلغ مساحته 613 هكتار ويبعد 6 كم عن شمال دوسلدورف و4 كم جنوب راتنجن.سعته السنوية 22 مليون راكب.

## طالع

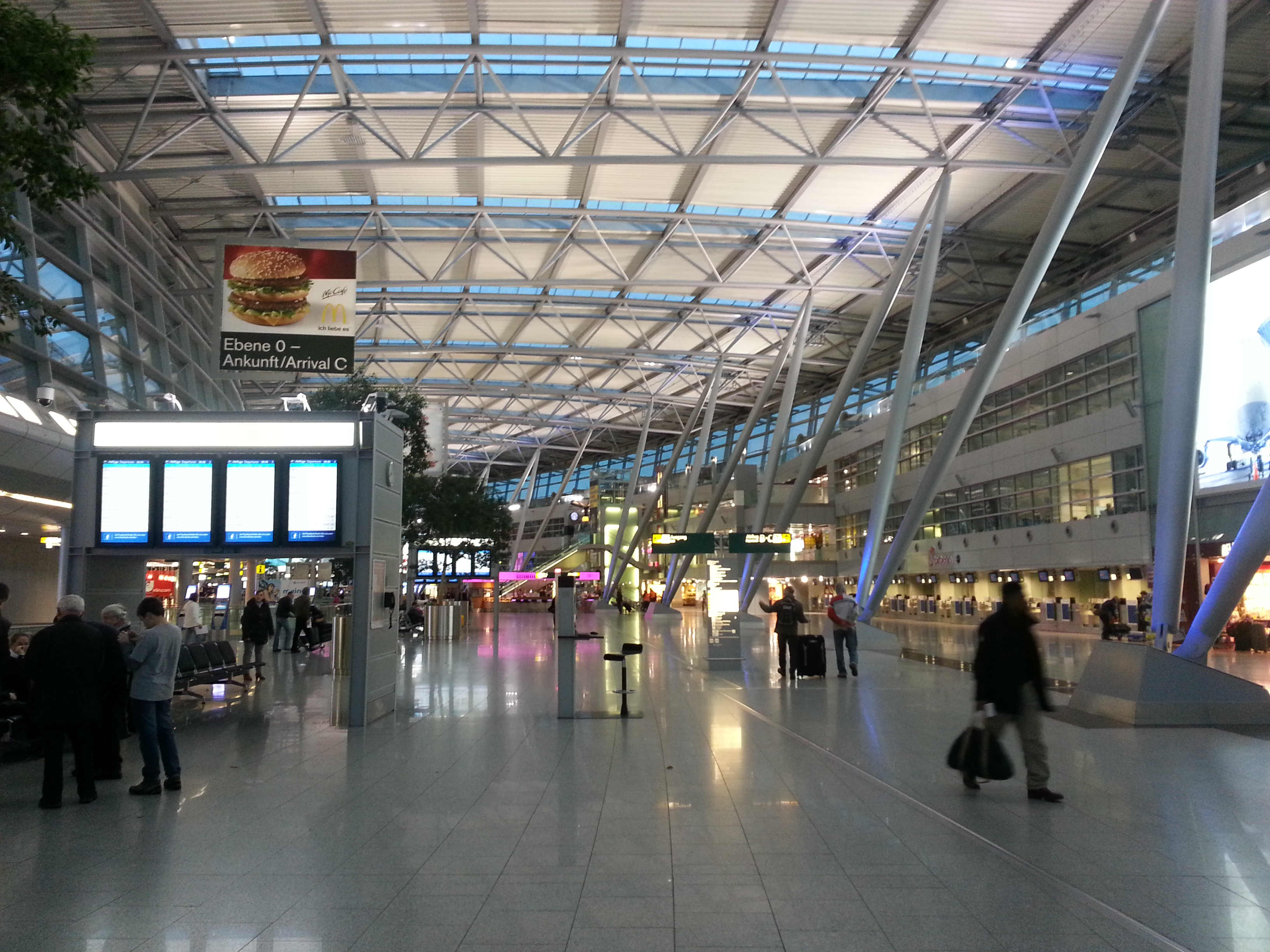
مطار دوسلدورف

إحصاءات المطار من الموقع الرسمي له